# Свислочь (Минская область)
Сви́слочь (бел. Свіслач) — городской посёлок в Пуховичском районе Минской области Беларуси. В составе Свислочского сельсовета.
Численность населения — 3 718 человек (на 1 января 2025 года).

## География
Ближайшие населённые пункты: Дружный, Дукора, Руденск.

### Гидрография
Река Свислочь. Южнее посёлка, за лесом, расположено озеро Материнское.

## История

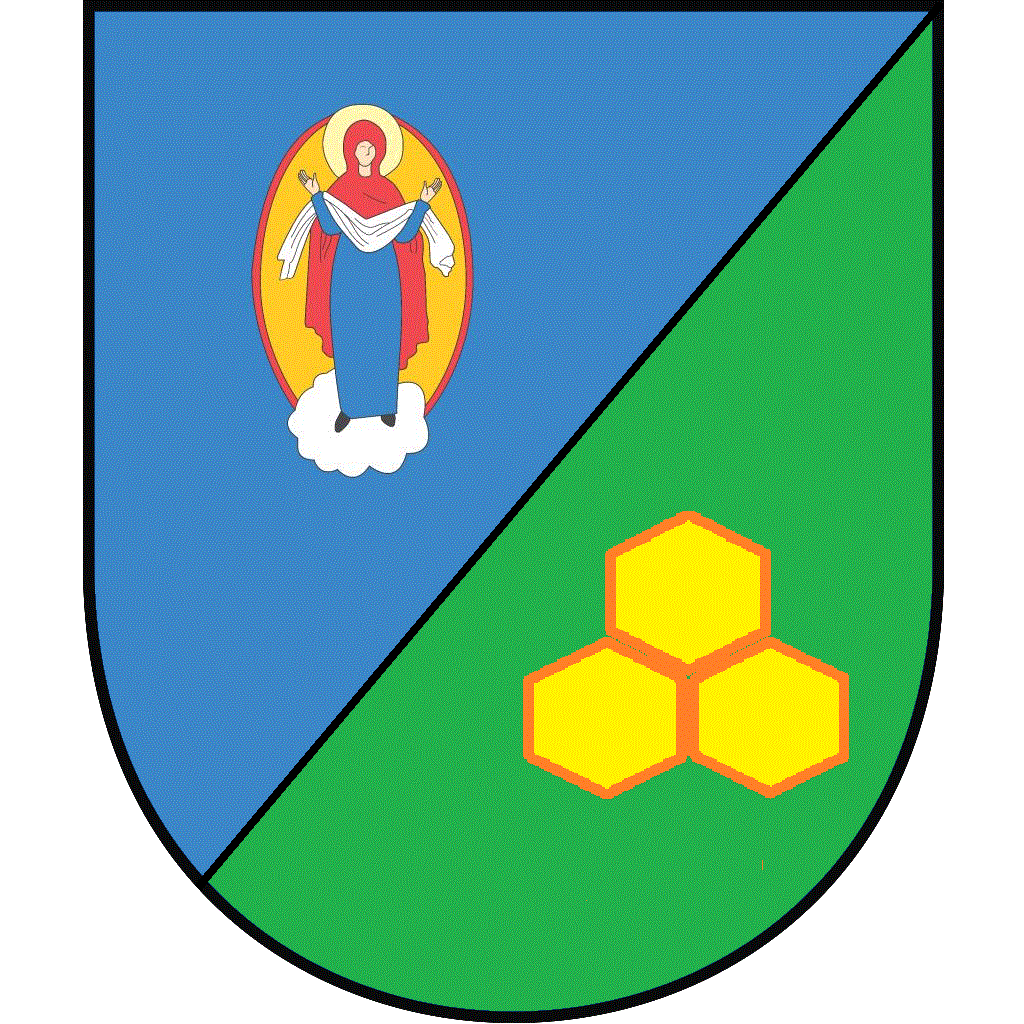
Неофициальный герб г.п. Свислочи. Создан в 2016 году

В 1906 году среди лесов и полей, на месте, где тихая речка течет, появилось имение Засвятое, куда на летний период приезжал отдыхать пан Ошторп. Впоследствии имение было продано рабочим. Имение насчитывало около пяти дворов. Именно в это время складывается д. Засвятое, ныне ул. Садовая. Поселение находилось недалеко от дороги Руденск-Смиловичи.
В начале 1930-х годов появляется разработка торфяников. В 30-31 году возникает торфопредприятие и создается промышленная и жилая база предприятия. Именно в это время были построены рабочие бараки для семей и сезонных рабочих, контора, столовая, хлебопекарня, склады, магазин и баня. Торфопредприятие занимается добычей гидроторфа и кускового торфа на топливо ТЭЦ Минска.
Число жителей поселка значительно увеличивалось. Для обучения детей требовалась школа. В 1935 году на торфозаводе открывается филиал Дукорской школы — начальная 3 классная школа на 18 учеников. На следующий год классов было уже 4, а с 1 сентября 1937 года школа становится самостоятельной.
Добыча торфа продолжалась и во время Великой Отечественной войны. После освобождения района на добыче торфа работали и военнопленные.
В 1949 году постановлением Совета Министров БССР создается торфо-опытная станция «Дукора», выполнявшая ряд работ по заданию Института торфа. .Постановлением Совета Министров СССР от 10 февраля 1955 года было решено начать строительство опытно-промышленного завода горного воска для производства шлифовочно-полировочных материалов для автономной промышленности и сырого торфяного воска. Завершилось строительство здания в IV квартале 1961 года. В этом году завод горного воска отметил 60-летие.

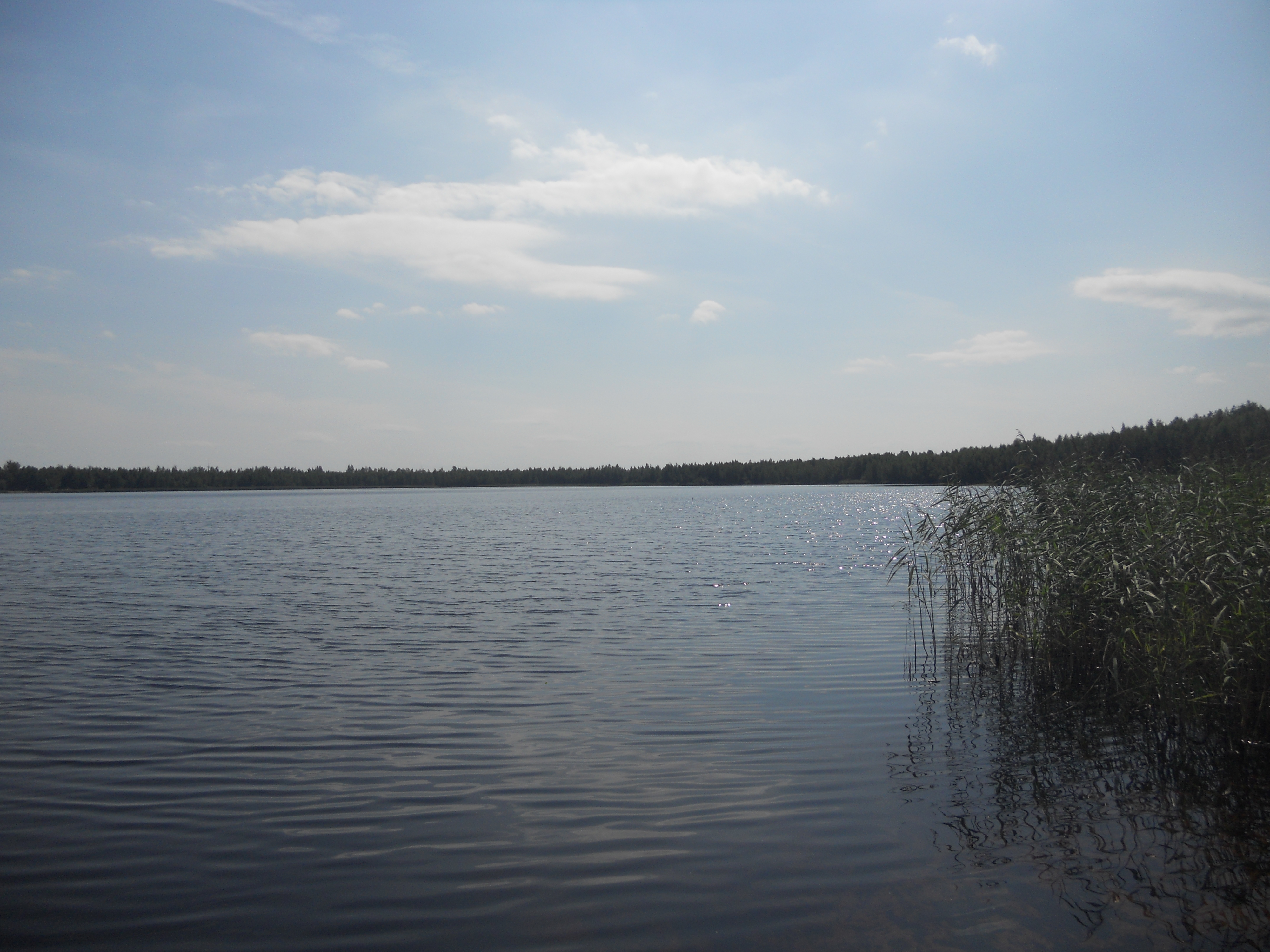
Озеро Материнское

В 1974 году поселку дали название, с которым он продолжает существовать — Свислочь.
Расцвет строительства поселка приходится на 1965 — 91 годы. Новый этап развития связан с решением о строительстве Минской атомной электростанции. В 1980-х годах посёлок был расширен в связи с планами правительства БССР построить недалеко от Минска атомную электростанцию. Одновременно рядом с посёлком Свислочь был построен и посёлок Дружный.
Решением Пуховичского районного Совета депутатов от 22 ноября 2021 года № 235 «О переносе административного центра Свислочского сельсовета Пуховичского района» административный центр Свислочского сельсовета Пуховичского района перенесён из городского посёлка Свислочь в посёлок Дружный.
26 августа 2023 года в состав Свислочского сельсовета включена территория городского посёлка Свислочь.

## Население
Численность населения — 3 718 человек (на 1 января 2025 года). Численность населения посёлка на 1 января 2023 года составляет 3 672 человек.
| Численность населения: |
| График не отображается по техническим причинам. Чтобы исправить это, воспроизведите график в новом формате, если это возможно. |

## Организации
Экспериментальная база «Свислочь» Института природопользования НАН Беларуси.

## Социальная сфера

### Образование
- С 1 сентября 1998 года работает в ГУ «Детская школа искусств г. п. Свислочь»
- ГУО "Свислочская средняя школа имени А. Г. Червякова"
- Детский ясли-сад «Крынічка»

### Медицина
Медицинские услуги придает поселковая больница. Больница была сооружена в 1983 году. Больница рассчитана на 60 терапевтических коек. Количество обслуживаемых пациентов составляет — 20 человек в смену. В посёлке есть аптека.

## Культура и общество
- Дом культуры
- Библиотека
- Музей ГУО "Свислочская средняя школа имени А. Г. Червякова"

## Достопримечательность
- Церковь Преподобного Серафима Саровского
- Церковь Христа (1994)

### Памятник, скульптура
- Памятник В. И. Ленину
- Дом с мемориальной доской в память Виктора Ячника. Мемориальная доска установлена 3 июля 2017 года[12].
- Валун с памятной табличкой в память Виктора Ячника.

## Галерея

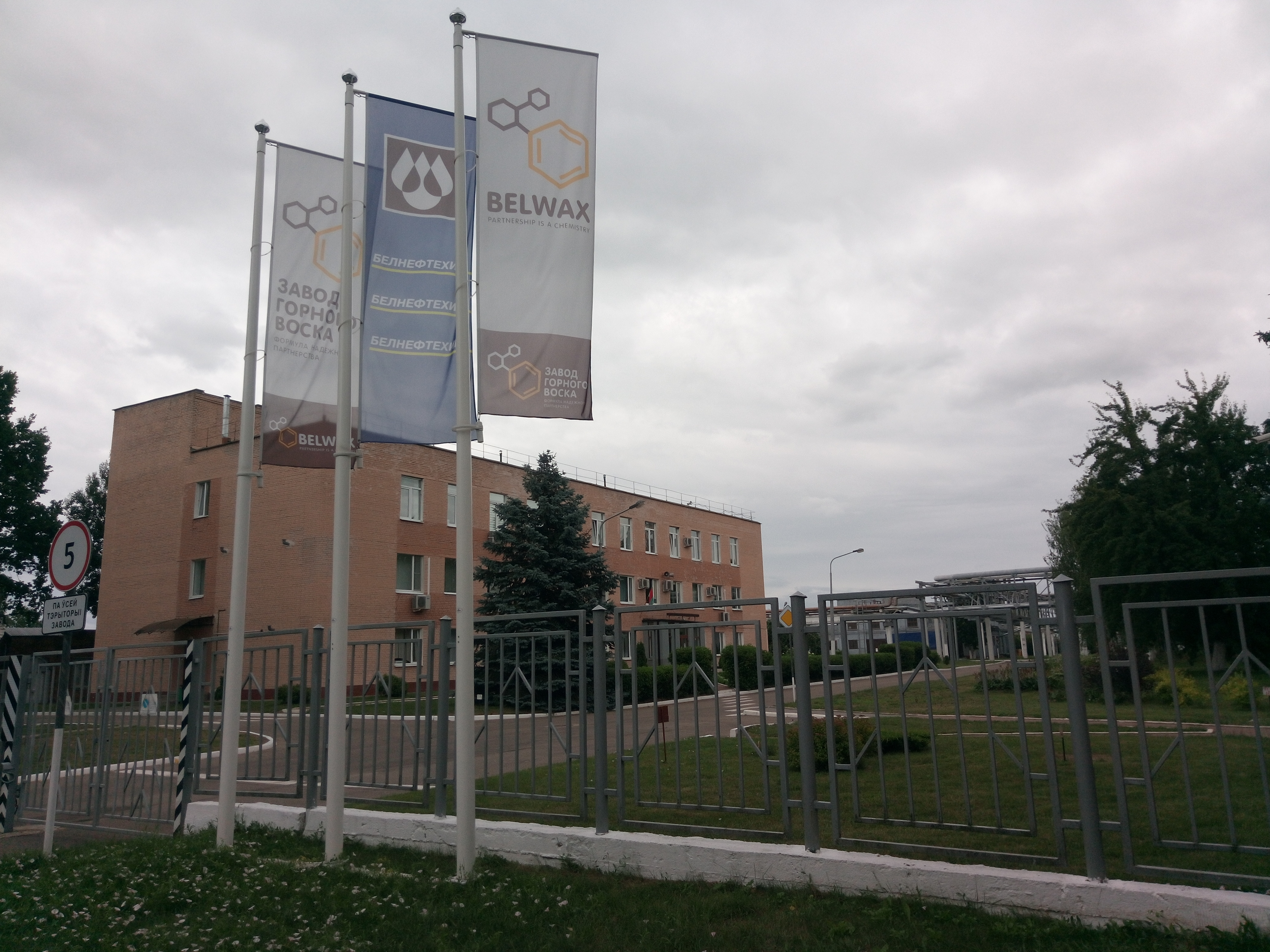
Завод горного воска
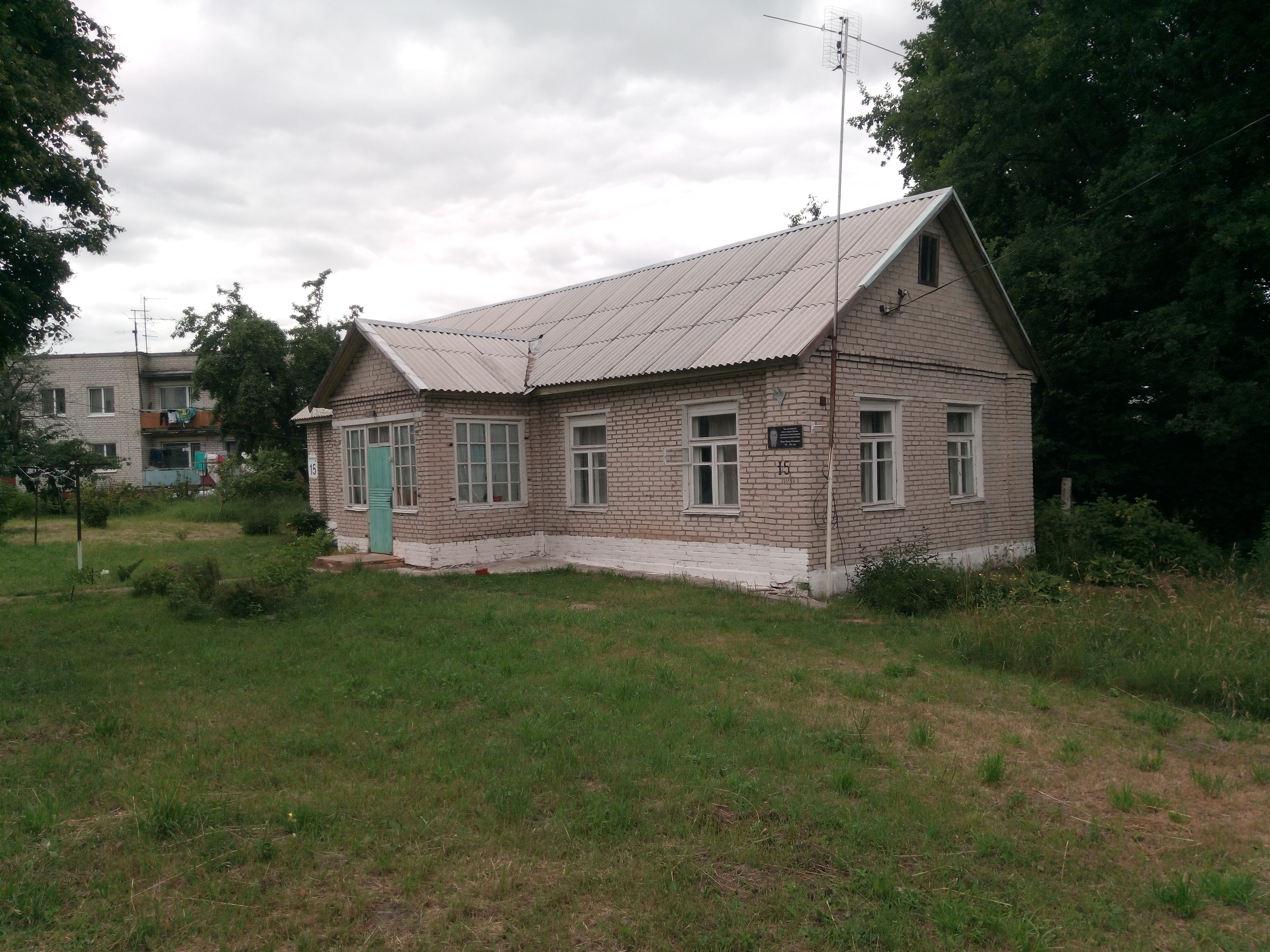
Дом с мемориальной доской в память В. Ячника
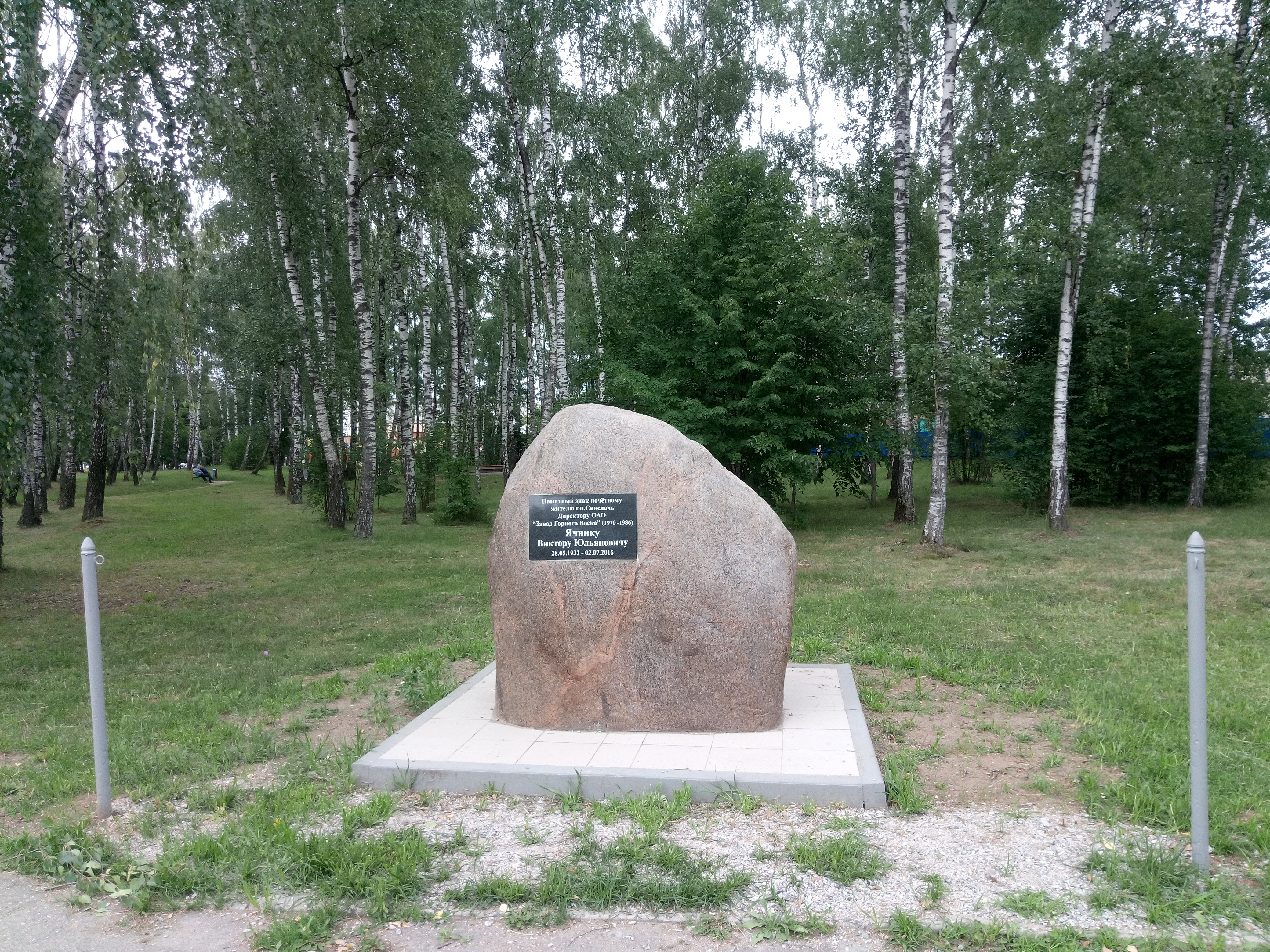
Валун с памятной табличкой в память В. Ячника
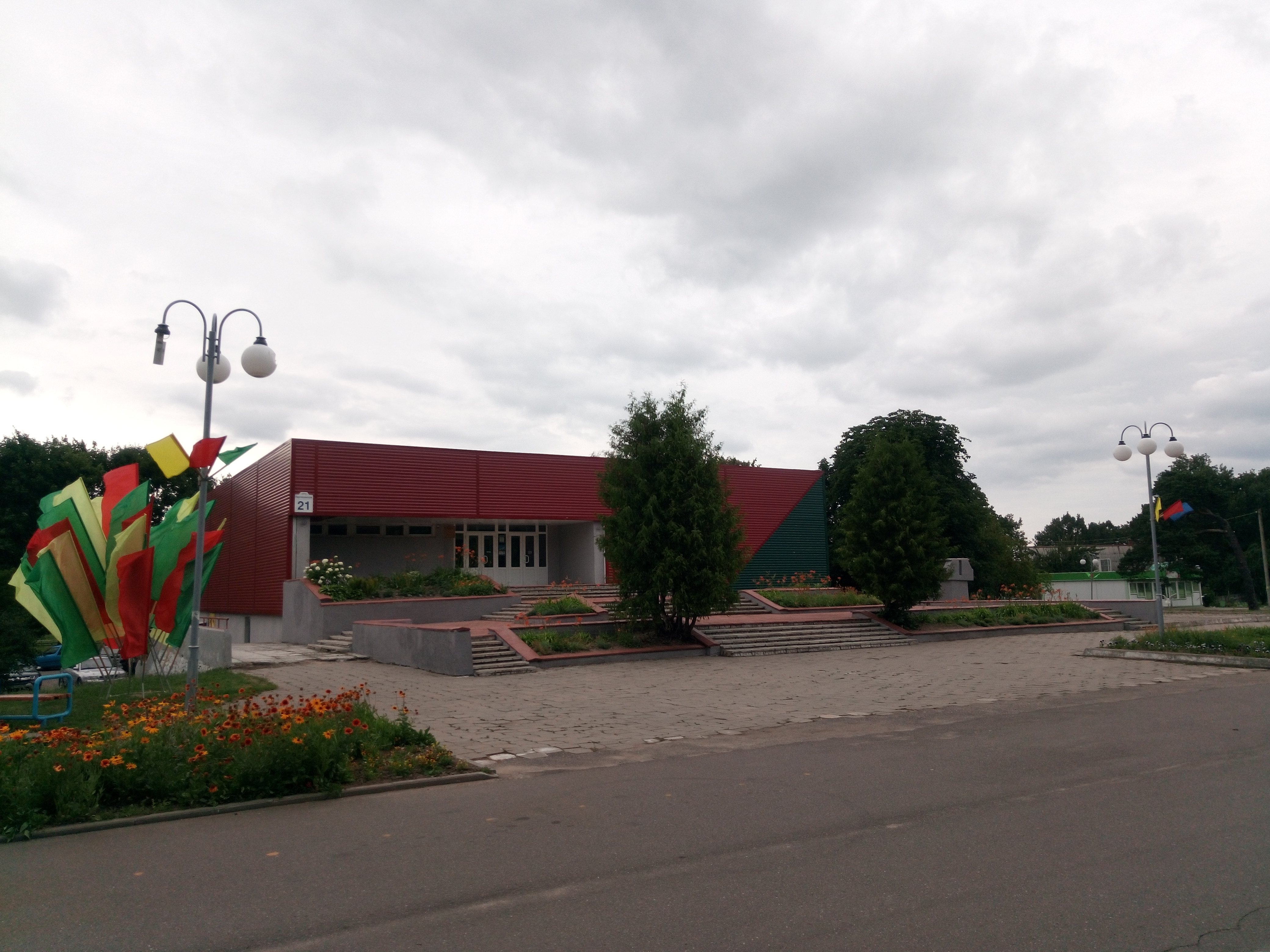
Дом культуры
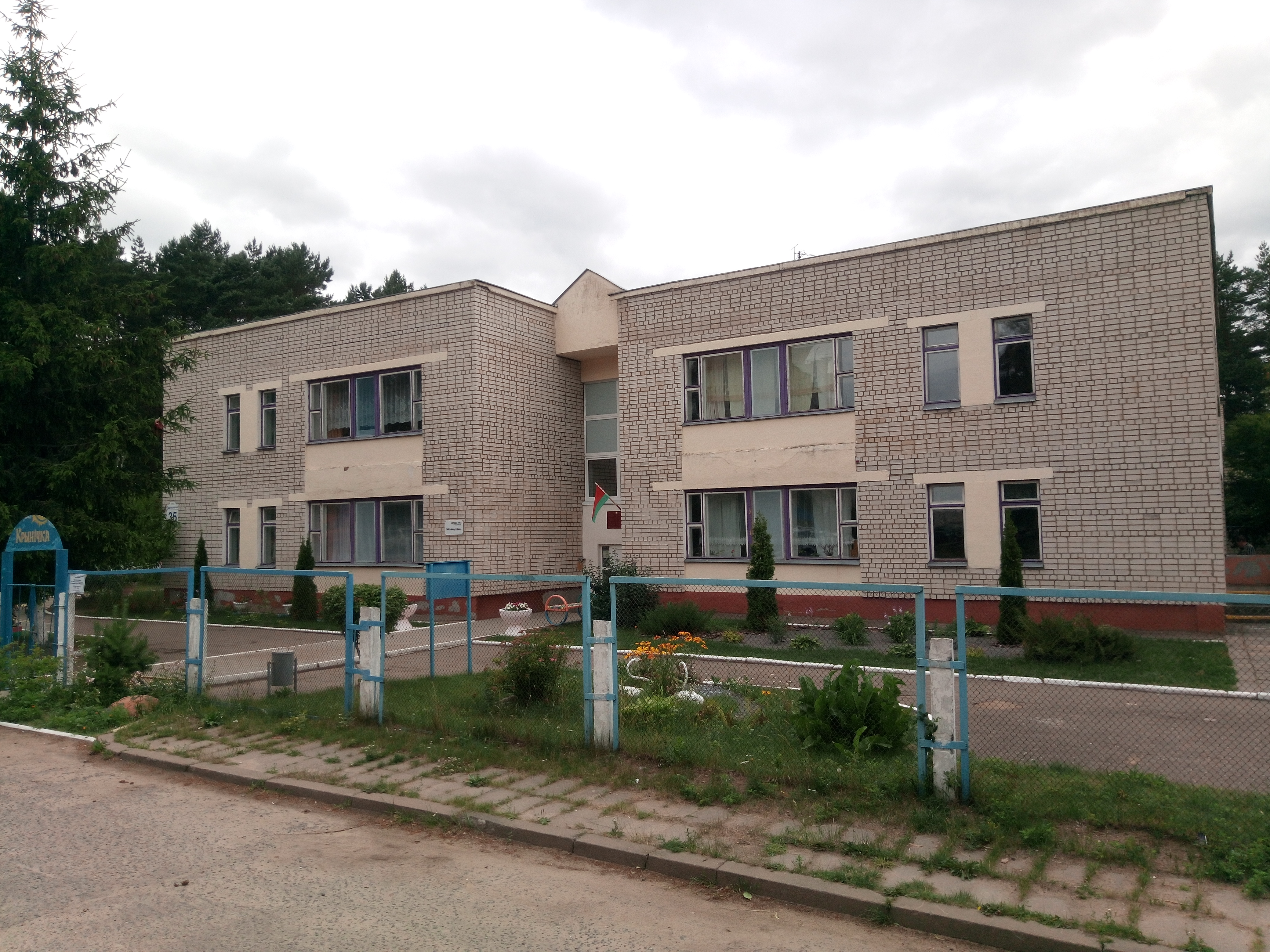
Ясли-сад
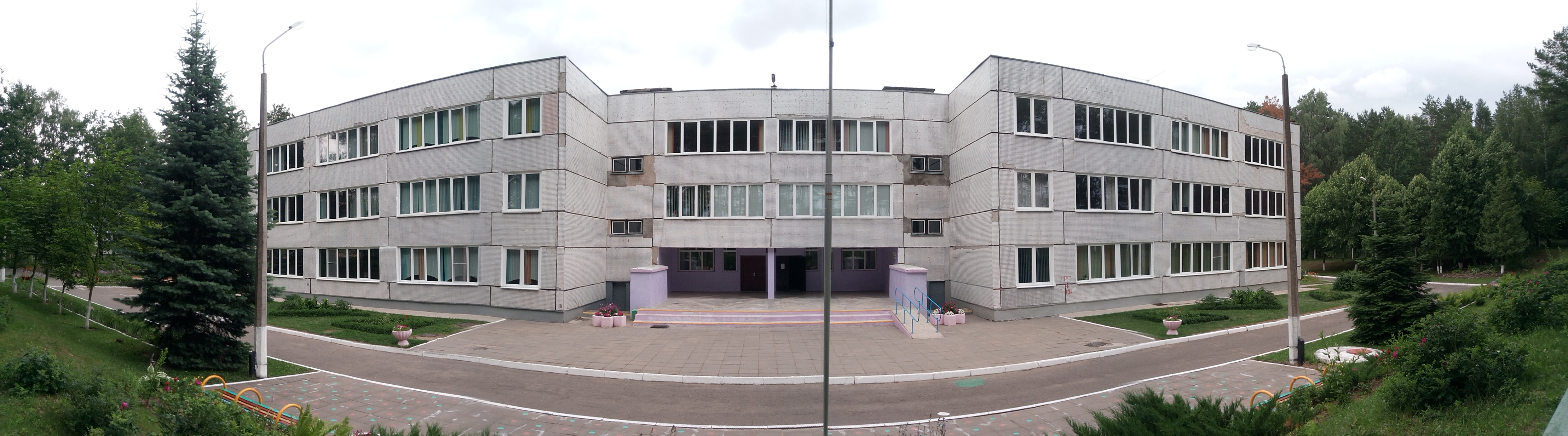
Свислочская средняя школа имени А. Г. Червякова"